# San Marcos de Colón (ort)
San Marcos de Colón är en ort i Honduras.   Den ligger i departementet Choluteca, i den södra delen av landet, 80 km sydost om huvudstaden Tegucigalpa. San Marcos de Colón ligger 997 meter över havet och antalet invånare är 8 821.
Terrängen runt San Marcos de Colón är kuperad, och sluttar norrut. Runt San Marcos de Colón är det glesbefolkat, med 13 invånare per kvadratkilometer. San Marcos de Colón är det största samhället i trakten.  